# マテウシュ・クリヒ
マテウシュ・クリヒ（Mateusz Klich 、1990年6月13日 - ）は、ポーランド・タルヌフ出身のプロサッカー選手。D.C. ユナイテッド所属。ポジションは、MF。

## 経歴

### クラブ
KSクラコヴィアの下部組織で育成され、2008年11月にトップチームデビュー。
2011年6月、VfLヴォルフスブルクに移籍。しかしリーグ戦前半は全く出番がなく、後半はPECズヴォレにレンタルに出された。2013-14シーズンからは完全移籍に移行。なお完全移籍に当たって、ヴォルフスブルク側に買い戻しオプションを行使する権利が盛り込まれた。4月のKNVBカップ決勝でアヤックスを撃破し、タイトル獲得に貢献した。
2014年6月、ヴォルフスブルクが買い戻しオプション行使を発表した。しかし今度も出番がなく、2015年1月に2.ブンデスリーガの1.FCカイザースラウテルンに完全移籍した。
2016年8月26日、FCトゥウェンテに3年契約で移籍した。
2027年6月23日、リーズ・ユナイテッドFCに3年契約で移籍した。
2023年1月13日、D.C. ユナイテッドに2年契約で移籍した。

### 代表
各年代でポーランド代表に選出されていた。
2011年6月のアルゼンチン戦でA代表初キャップ。2013年8月のデンマーク戦で初ゴールを挙げた。

## 代表歴
- U-18ポーランド代表
- U-19ポーランド代表
- U-20ポーランド代表
- U-21ポーランド代表
  - UEFA U-21欧州選手権2013予選
- ポーランド代表

## タイトル
PECズヴォレ
- KNVBカップ (1): 2013–14

リーズ・ユナイテッドFC
- EFLチャンピオンシップ (1): 2019–20